# Gueudecourt
Gueudecourt – miejscowość i gmina we Francji, w regionie Hauts-de-France, w departamencie Somma.
Według danych na rok 2011 gminę zamieszkiwało 101 osób, a gęstość zaludnienia wynosiła 21 osób/km² (wśród 2293 gmin Pikardii Gueudecourt plasuje się na 916. miejscu pod względem liczby ludności, natomiast pod względem powierzchni na miejscu 898.).